# Zomernachtventilatie
Zomernachtventilatie is een vorm van passieve koeling, een energiearme vorm van koeling. Door 's nachts te ventileren kan een gebouw worden gekoeld met gratis koude buitenlucht. Oververhitting van gebouwen, dat wil zeggen een temperatuursoverschrijding (> 25°C) tijdens hete periodes kan hiermee worden tegengegaan. Zomernachtventilatie kan worden gezien als een vorm van energiebesparing omdat de koelmachine minder hoeft te worden gebruikt om de comfortcondities te bereiken.
Zomernachtventilatie is effectief bij gebouwen met voldoende massa om de koude energie op te slaan.
Zomernachtventilatie is mogelijk door middel van te openen ramen, deuren, roosters of kleppen. En kan ook als een automatische schakeling worden toegepast op de airconditioning. De automatische schakeling is dan ondergebracht in een regelkast met regeltechniek of in een gebouwbeheersysteem.
De schakeling voor zomernachtventilatie zal in de regel worden vrijgegeven als aan alle onderstaande voorwaarden wordt voldaan:
- het verschil tussen de buitentemperatuur en de ruimtetemperatuur is groter dan 3°C
- de ruimtetemperatuur van de ventileren ruimte(n) is hoger dan 20°C
- de buitentemperatuur is hoger dan 14°C.

Voor een normaal kantoor zal de zomernachtventilatie dan op zondag, maandag, dinsdag, woensdag en donderdagnacht tussen 02:00 en 08:00 uur actief kunnen zijn.